# Iglesia fundamentalista de Jesucristo de los Santos de los Últimos Días
La Iglesia fundamentalista de Jesucristo de los Santos de los Últimos Días (IFSUD) es un grupo religioso fundamentalista de Estados Unidos.
Este grupo se separó de La Iglesia de Jesucristo de los Santos de los Últimos Días a principios del siglo XX, y actualmente se trata de dos organismos independientes. Entre sus características distintivas está la práctica de la poligamia.
Su presidente desde 2002 es Warren Jeffs, sucesor de su padre, Rulon Jeffs. Durante un siglo su centro de operaciones religiosas ha sido la ciudad de Hildale, en Utah. Aunque algunos informes recientes indican que la central ha sido trasladada a Eldorado (Texas), donde ha sido construido un nuevo templo.[actualizar][cita requerida]
Warren Jeffs, el líder de la IFSUD, fue arrestado en el sureste de Nevada en la tarde del 28 de agosto de 2006, aunque las noticias de su arresto no fueron transmitidas hasta el día siguiente. De acuerdo con el portavoz del FBI David Staretz, Warren Jeffs fue puesto en custodia después de que uno de sus hermanos y una de sus esposas, fueran detenidos mientras conducían alrededor de las 21:00, por un patrullero estatal de Nevada, en la interestatal 15, en las afueras del norte de Las Vegas. Era buscado por asalto sexual a una menor en 2002, y por conspirar para cometer un ataque sexual a una menor ese mismo año, al igual que cargos federales por huir para no encararlos. Estas ofensas antes citadas ocurrieron en Colorado City (Arizona). Era buscado también en Utah por complicidad en una violación a una menor. Durante 2 años Warren había sido fugitivo. Desde mayo del 2006 hasta el 28 de agosto de 2006 estaba en la lista de los 10 más buscados por el FBI, con una recompensa de 100 000 dólares a quien diera información que llevara a su captura. Fue condenado a más de 100 años de prisión por pederastia  tras encontrarse numerosas grabaciones de él abusando de menores y gran cantidad de documentos que reflejaban que Warren casaba a menores de hasta 12 años con adultos y ancianos. Además de documentos que demostraban que Warren mantenía matrimonio con más de 70 mujeres de las cuales más de 20 eran menores de edad .

## Miembros de la iglesia y su central
El número de miembros de la iglesia es desconocido debido a la naturaleza muy cerrada de su religión. Sin embargo, se estima que hay entre 6 000 y 10 000 miembros en las comunidades gemelas de Colorado City, del condado Mohave, Arizona y de Hildale, condado de Washington, Utah.
Después de comprar la tierra ahora llamada El deseo vivo para el rancho de Zion (o rancho YFZ) en Eldorado, Texas, hubo un cambio en las jefaturas de la iglesia, junto con un gran éxodo de la mayoría de miembros y/o fieles de la iglesia de Warren Jeffs al recién adquirido rancho, que creció rápidamente.
Esto ha dejado una gran incertidumbre entre los miembros de la iglesia de Colorado City y Hildale, con la mayoría de sus derechos de terrenos y los sustentos generales en la mano de la oficina del procurador general de Utah que archivó un pleito que congelaba los activos del "plan unido en esfuerzo", de la tenencia y del ala financiera de la iglesia fundamentalista.
La iglesia también tiene una colonia en Bountiful, Columbia Británica. En las ciudades de la Columbia Británica, la iglesia es de influencia primaria y la razón de ser de sus habitantes.

## Críticas a la iglesia

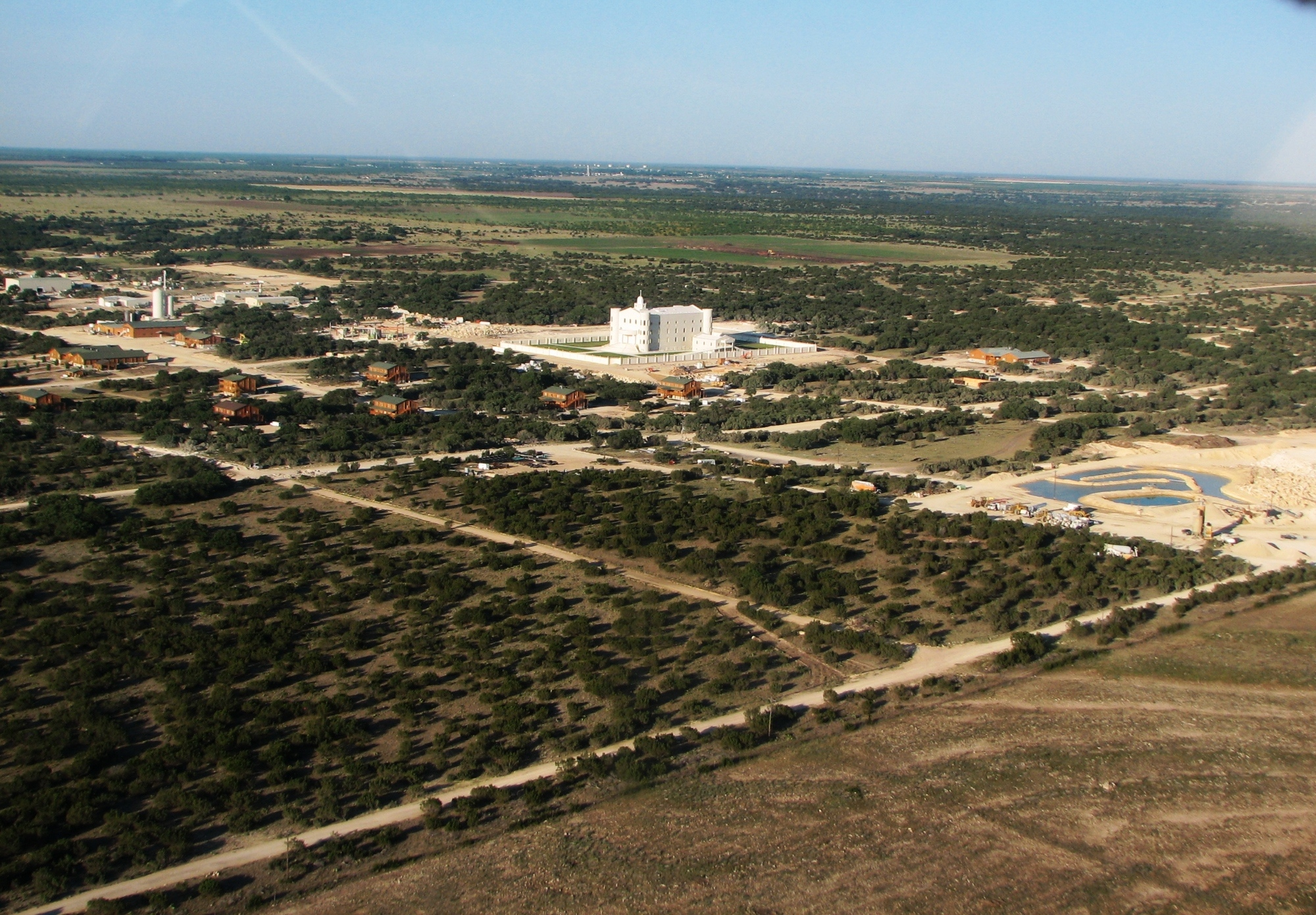
Finca de la FLDS en Eldorado, Texas.

En el momento de la muerte del viejo líder y profeta Rulon T. Jeffs se confirmó que se había casado con veintidós mujeres y que era padre de más de sesenta niños, aunque en el libro Debajo de la bandera del cielo de Jon Krakauer se dice que tuvo cerca de setenta y cinco esposas.
Los críticos de esta creencia o forma de vida dicen que su práctica conduce inevitablemente a la escasez de novias y probablemente a las uniones de niños, o al incesto, al abuso de menores, y al destierro de los muchachos que sobran.
En referencia a la ley de colocación, muchos fuera de la iglesia, y algunos dentro, ven esta práctica como indebidamente autoritaria aunque ayuda en la dirección por decreto en el problema de escasez de esposas.
En primavera de 2005, el informe de inteligencia, del centro meridional de la ley de la pobreza  nombró a la IFSUD en su listado de grupos de odio debido a las enseñanzas racistas de la iglesia, que incluyen, entre otras cosas una condenación feroz de relaciones interraciales.
El líder de esta iglesia, Warren Jeffs ha dicho, entre otras cosas, "La raza negra es la gente a través de la cual el diablo ha podido traer siempre el mal a la tierra".
Los críticos demandan que Warren Jeffs ha indicado su deseo de reintroducir la decimonónica doctrina de la expiación con sangre, en la cual los pecados serios se pueden pagar solamente con la muerte de los pecadores (dígase  la  gente oscura). El miembro de la iglesia Roberto Richter divulgó al periódico Phoenix news time que Jeffs se refirió en varias ocasiones a esta doctrina en sermones de la iglesia.
Richter también demanda que le pidieron diseñar un termostato para un horno de alta temperatura que sería capaz de destruir evidencias de ADN si tales «expiaciones» tomaran lugar.
Warren Jeffs es acusado de fraude a la seguridad social, y de impuestos, de terrorismo, de la creación de grupos paramilitares armados, de incesto, de violación, de abusos emocionales y psicológicos, ocultos por un velo de secreto, de aislamiento, y de  privación. En la IFSUD han divulgado en 2004 a través de los medios de comunicación de los Estados Unidos que las comunidades son dominadas por su fundador.
Se ha estimado que el 33% de los hombres, las mujeres y los niños en el grupo reciben ayuda federal y  estatal, aunque el desempleo del 0% fue divulgado en el censo del 2000.  [cita requerida]
La IFSUD excomulgó cerca de cuatrocientos  muchachos, algunos jóvenes con edades en torno a los  trece años, por ofensas aparentemente triviales, tales como noviazgo y escuchar música rock. [cita requerida]
Los exmiembros demandan que el propósito de estas excomuniones es para tener una sociedad polígama libre de competencias, de estos hombres jóvenes a los más viejos para seguir teniendo esposas múltiples, y que los muchachos deben irse. Tales muchachos han archivado un pleito de conspiración contra Jeffs y SAM Barlow, sheriff del Mohave asociado con Jeffs, para una excomunión sistemática de hombres jóvenes para reducir la competencia de esposas.
Por otra parte, la ciudad de Colorado City y Hildale, de Utah, tiene la incidencia más alta de "deficiencia de fumarasa", una condición genética extremadamente rara en el mundo que causa retraso mental severo. 
Los genetistas atribuyen esto al predominio de la unión de primos entre los descendientes de dos de los fundadores de la ciudad, José Smith Jessup y John Yeates Barlow. Por lo menos la mitad de habitantes de la comunidad, que son aproximadamente ocho mil, descienden a partir de uno o de ambos fundadores.

## Historia
El área de Hildale y de Colorado City tiene una historia de poligamia que data desde el principio de su fundación en el Siglo XX. 
De acuerdo con datos de esta iglesia, uno de los fundadores de la Iglesia de Jesucristo de los Santos de los Últimos Días, Brigham Young, visitó esta área y dijo: "este es el lugar indicado en el cual un día será la cabeza (el  mando) y no la cola (subordinado) de la iglesia y el granero (donde se alimenta o  abastece) de los santos."
Las ciudades fueron conocidas una vez como Short Creek y fueron fundadas en 1913 como una comunidad rural. Sin embargo, pronto se convirtieron en un lugar de reunión para miembros polígamos (varones) de la Iglesia de Jesucristo de los Santos de los Últimos Días.
En 1935, La Iglesia de Jesucristo de los Santos de los Últimos Días (la más numerosa del Movimiento de los Santos de los Últimos Días) excomulgó a sus miembros poliginistas de Short Creek que rechazaron firmar una renuncia juramentada a la poliginia, después de lo cual los fundamentalistas se organizaron bajo la dirección de John Y. Barlow.
La localización de la iglesia entre la frontera de Utah y Arizona era ideal porque el grupo podría evitar incursiones policiales o persecuciones judiciales de un estado u otro moviéndose a través de la línea divisoria que separaba ambos estados. El área también está separada geográficamente del resto de Arizona por el Gran Cañón.
En 1951, Joseph White Musser, el líder del grupo que siguió después de la muerte de Barlow, trajo controversia al llamar al naturópata Rulon C. Allred al consejo presidencial del sacerdocio (que gobernó los asuntos espirituales de los fundamentalistas). Esto, junto con sus objeciones a la práctica cada vez mayor de uniones o casamientos arreglados entre jóvenes mujeres menores de edad con adultos, condujo a una separación entre los que eran leales a la comunidad de Short Creek y a quienes eran leales a Musser.
Los que siguieron a Musser son conocidos hoy como los Hermanos Apostólicos Unidos. Allred fue su líder hasta la muerte de Musser, después de esto la comunidad de Short Creek siguió a LeRoy Johnson, un miembro del consejo sacerdotal.
El libro Bajo la bandera del cielo divulgó que en 1953, las autoridades de Arizona organizaron lo que se conocería como la «Redada de Short Creek», en la cual arrestaron y fueron llevados varios líderes a Kingman (Arizona).
El sentimiento público se volvió contra las autoridades después de que unos videos mostraran a niños al ser quitados de sus madres y padres que eran metidos en la cárcel. Este giro de la opinión pública condenó la carrera política del gobernador John Howard Pyle.

### Eventos recientes
La  iglesia recibió especial atención del estado de Utah en  el  2003 cuando un policía, Rodney Holm,  miembro de esta  iglesia, fue  convicto por conducta ilegal y abuso sexual con una menor de dieciséis años, y un cargo de bigamia en  su matrimonio y embarazo de su esposa plural Ruth Stubbs.